# Austrolimnophila yoruba
Austrolimnophila yoruba är en tvåvingeart som beskrevs av Alexander 1974. Austrolimnophila yoruba ingår i släktet Austrolimnophila och familjen småharkrankar.
Artens utbredningsområde är Nigeria. Inga underarter finns listade i Catalogue of Life.